# Charlestown (Maryland)
Charlestown è una città della Contea di Cecil nello stato del Maryland (USA).